# Teorija utjecaja društvenih pokreta
Teorija utjecaja društvenih pokreta (inače poznata kao teorija ishoda) potkategorija je teorije društvenih pokreta i usredotočuje se na procjenu utjecaja društvenih pokreta na društvo, kao i na faktore koji su mogli dovesti do tih učinaka.

## Povijest
Teorija utjecaja društvenih pokreta proučavana je daleko manje od većine drugih potkategorija teorije društvenih pokreta, uglavnom zbog metodoloških pitanja. Relativno je nova, a predstavljena je tek 1975. s knjigom Williama Gamsona "Strategija društvenog prosvjeda", nakon koje je uslijedila Pivenova i Clowardova knjiga Pokreti siromašnih. U svom revolucionarnom istraživanju, Gamson je proučavao 53 organizacije društvenih pokreta između 1800. i 1945. i prikupio podatke o njihovom uspjehu. Među Gamsonovim najvažnijim nalazima bilo je da organizacije koje pokušavaju smijeniti određenu osobu s vlasti gotovo nikada nisu uspješne; da je nasilje u pokretu simptom uspjeha (a ne uzrok); da je vjerojatnije da će birokratske organizacije biti uspješne, ali i da će se udružiti s elitama; te da su organizacije koje se mogu pojaviti u vremenima političkog mira uspješnije u vremenima turbulencija. Ova su otkrića katalizirala neke od glavnih rasprava u teoriji utjecaja.
Dvije godine kasnije, Piven i Cloward objavili su Pokrete siromašnih ljudi, koji su tvrdili da strukture moći ugrožavaju neorganizirani i remetilački ljudi. To je izazvalo veliku reakciju među teoretičarima društvenih pokreta, a ideja da je organizacija u društvenim pokretima štetna uvelike je diskreditirana. Oni također tvrde da će organizacije društvenih pokreta biti najuspješnije kada bude postojala podjela među elitama, a neke elite su prisiljene stati na stranu siromašnih. To je bilo bolje prihvaćeno i bila je katalitička ideja u modelu političkog posredovanja.
Objavljivanje ovih dviju knjiga potaknulo je raspravu među znanstvenicima, od kojih su se mnogi počeli posebno usredotočiti na učinke.

## Metodologija
Pronalaženje odgovarajućih metoda koje bi se koristile za proučavanje utjecaja društvenih pokreta problematično je na mnogo načina i općenito je velika prepreka za znanstvenike da proučavaju na tom području. Prvi problem na koji su znanstvenici naišli bilo je definiranje "uspjeha" društvenih pokreta. Znanstvenici i aktivisti često se ne slažu oko toga koji su ciljevi pokreta, pa tako dolaze do različitih zaključaka o tome je li pokret "uspio". Mnogo puta postoje pozitivni učinci, ali oni nisu ono što je itko očekivao. Iz tog razloga znanstvenici su bili skloni koristiti kriterij kolektivnih dobara nakon što je Gamson izvorno objavio svoj rad i dobio kritike.
Drugi problemi nastaju kada se pokušava locirati utjecaj pokreta u svim arenama. Utjecaji se najčešće proučavaju na političkoj razini, a ipak je dokazano da imaju individualne, kulturne, institucionalne, i međunarodne učinke. Na kraju i najvažnije, tu je pitanje uzročnosti. Vrlo je teško dokazati da je društveni pokret izazvao određeni ishod, a ne drugi društveni fenomen, a znanstvenici su koristili taj argument kako bi diskreditirali studije utjecaja kretanja.
U istraživanju koje je populariziralo teoriju utjecaja, William Gamson proučavao je 53 organizacije društvenih pokreta koje su bile aktivne između 1800. i 1945., i kodirao je svaku prema atributima uspjeha i određenim drugim organizacijskim karakteristikama. Gamsonov kriterij uspjeha uključivao je "Nove prednosti", odnosno postizanje organizacijskih ciljeva, i "Prihvaćenost", odnosno uključenost u nacionalni diskurs i političke krugove.
Kriterij kolektivnih dobara je metodologija koja je kritična prema Gamsonovoj specifičnoj definiciji uspjeha. Umjesto da ograniči uspjeh kretanja na postizanje ciljeva, ono na svaki napredak u općoj kategoriji dobara koje zahtijevaju agitatori gleda kao na uspjeh. Ovo se pokazalo inkluzivnijom metodom, jer će mnoga kretanja povećati dobrobit svojih sastavnica, samo neizravno ili u drugačijem obliku.
U "Važnost društvenih pokreta", Giugni preporučuje da u borbi protiv problema uzročnosti, znanstvenici bi trebali voditi studije s velikim količinama uzoraka, koje imaju raznolikost vremenskih razdoblja i mjesta, koja ispituju s jednakim promjenama kretanja i neuspjesima te koji kontroliraju druge društvene čimbenike koji utječu na promjenu studiranja.

## Glavne rasprave

### Kanali prosvjeda
Ova krajnje kontroverzna rasprava usredotočena je na učinkovitost radikalnijih i razornijih taktika (uključujući ciljano nasilje, nemire ili opće nerede) za razliku od uobičajenijih taktika (kao što su marševi, skupovi i političko lobiranje).
Ovo je pitanje iznimno složeno jer se čini da iznimno ovisi o kontekstu. Gamsonovo izvorno istraživanje otkrilo je da poremećaj obično dovodi do uspjeha pokreta; međutim, bilo je to s određenim kvalifikacijama. Prvo, rezultati se moraju suočiti s upečatljivim protuprimjerom radničkih sindikata, koji su većinu vremena bili uvelike oslabljeni nasilnim štrajkovima. Nadalje, Gamson je otkrio da će pokreti koji su već postigli određenu održivost vjerojatnije koristiti nasilje. Stoga je Gamson zaključio da je nasilje u pokretima više rezultat snage nego njezin uzrok. To potvrđuju i drugi povijesni događaji koji pokazuju da nasilje općenito daje prednost strani koja je već ispred, bilo da ga koristi pokret, ili država. Unatoč tome, tema je i dalje kontroverzna, a pluralisti je i dalje poriču.

### Organizacijski i vanjski utjecaji
Znanstvenici su također raspravljali igraju li organizacije društvenih pokreta značajnu ulogu u njihovim pobjedama ili je uspjeh više određen vanjskim faktorima. U Gamsonovom izvornom istraživanju otkriveno je da organizacijski čimbenici igraju presudnu ulogu. To su potvrdile i druge studije; međutim, napravljene su određene kvalifikacije. Pokazalo se da vanjska potpora ima određeni utjecaj, osobito kada su elitni saveznici u kombinaciji s jakom organizacijom. Ova je kontradikcija nadahnula znanstvenike da stvore teoriju političkog posredovanja. U konačnici, teško je izbjeći odgovor na ovu kontroverzu, a znanstvenici sada potiču pristup koji sintetizira organizacijski utjecaj s drugima.

## Vrste utjecaja
Društveni pokreti utječu na društvo na mnogo načina. Ispod su četiri najvažnija.

### Individualna promjena
Psihologija pojedinaca koji sudjeluju u pokretima duboko je pogođena. Aktivisti se povezuju s drugima koji su povezani s njihovim ciljem, uzrokujući stvaranje novih mreža i naglašavanje zajedničkih vrijednosti. Oni također prolaze kroz proces osnaživanja, u kojem postaju spremniji za daljnji aktivizam.

### Institucionalna promjena
Nedržavne institucije također mogu biti ciljane i promijenjene od strane društvenih pokreta, kao što je slučaj u bilo kojoj kampanji bojkota ili oduzimanja imovine. Drugi pokreti mogu se odvijati unutar samog radnog mjesta, kao što je radna organizacija ili kooperativni pokreti. Znanstvenici su započeli analizu kampanja specifičnih za instituciju i postavili teoriju da postoje četiri institucionalne karakteristike koje je čine ranjivom na promjene: 1) brzi rast u smislu novca ili članova, 2) difuznost ili decentralizacija organizacije, 3) snaga veza između klijenata i stručnjaka, 4) veze s državom.

### Kultura
Kultura često postaje meta društvenih pokreta kada se njihovi zahtjevi odnose na osobno djelovanje. Takav je bio slučaj s feminističkim pokretom, u kojem su organizacije ulagale veliku količinu sredstava u knjige, časopise, umjetnost i druge kanale vezane za kulturu; pokazalo se da to doprinosi promjeni obiteljske dinamike i institucionalnih struktura.

### Politika
Politička promjena je aspekt utjecaja društvenih pokreta koji se najviše proučava i vjerojatno se najviše osporava. Neki su tvrdili da, budući da su demokratske vlade potpuno propusne za javnost, društveni pokreti mogu samo stvoriti nejednakost u zastupljenosti; međutim, ovo gledište je diskreditirano.